# Marsdenia forsteri
Marsdenia forsteri är en oleanderväxtart som beskrevs av Ian Mark Turner. Marsdenia forsteri ingår i släktet Marsdenia och familjen oleanderväxter. Inga underarter finns listade i Catalogue of Life.